# Laura Gagliardi
Laura Gagliardi (6 de abril de 1968, Bolonia) es una química teórica y computacional ítalo-estadounidense de la Universidad de Chicago.

## Formación
Obtuvo un Máster en Química Industrial de la Universidad de Bolonia en 1992 y un Doctorado en 1997 bajo la supervisión de Gian Luigi Bendazzoli, en química teórica. Como postdoctorado, trabajó entre 1998 y 2000 en la Universidad de Cambridge junto a Nicholas C. Handy.

## Trayectoria profesional

### Docencia
En 2000 recibió una primera cátedra asistente en la Universidad de Palermo. Entre 2005 y 2009 fue catedrática asociada en la Universidad de Ginebra y desde 2009, catedrática titular de la Universidad de Minnesota (Minneapolis), donde también fue directora del Centro de Teoría Química desde 2012, y profesora de la Fundación Presidencial McKnight durante el curso 2019-2020, antes de trasladarse a la Universidad de Chicago como profesora Richard y Cathy Leventhal en 2020, donde también es directora del Centro de Química Teórica de Chicago.
Además, en 2015 fue profesora invitada en la École Normale Supérieure de Química en París.

### Investigación
Su área de investigación se centra en el desarrollo de métodos químicos cuánticos, espectroscopia, fotoquímica y materiales cuánticos que después aplica en cuestiones relacionadas con las energías renovables, sistemas moleculares y materiales que son relevantes para la catálisis, la separación de dióxido de carbono, los procesos fotoquímicos y la química de elementos pesados, en especial, los actínidos. En la práctica, estos avances encuentran su aplicación en las áreas de sostenibilidad, eliminación de residuos nucleares y extracción de energía y agua a través de la oligomerización de hidrocarburos u oxidación parcial (formación de alcohol). Colabora también en investigaciones conjuntas con el Laboratorio Nacional Argonne.
Además, en 2003 fue investigadora visitante en el Departamento de Química de la Universidad de Tokio y en 2005, investigadora visitante del Departamento de Química de la Universidad de Lund (Suecia).

## Publicaciones
Es autora de más de 390 artículos científicos y capítulos de libros. Según Google Académico, tiene un índice h de 89, según la base de datos Scopus uno de 80 (ambos a fecha de abril de 2023). Desde 2021 es editora asociada de la revista Journal of the American Chemical Society y jefa de redacción de la revista Chemical Theory and Computation desde 2022. También forma parte de los equipos editoriales de varias otras revistas científicas.

## Membresía
- 2016, miembro de la Sociedad Estadounidense de Física,[1] donde fue presidenta de la División de Física Química en el período 2017-2020.[5]
- 2016, miembro de la Royal Society of Chemistry.[10]
- 2017, miembro de la Asociación Mundial de Químicos Teóricos y Computacionales.[11]
- 2018, miembro de la Academia Europæa.[12]
- 2019, miembro electo de la Academia Internacional de Ciencia Cuántica Molecular.[5]
- 2020, miembro de la Academia Estadounidense de las Artes y las Ciencias.[13]
- 2021, miembro de la Academia Nacional de Ciencias.[14]
- 2021, miembro de la Accademia Nazionale dei Lincei.[15]
- 2022, miembro de la Academia Alemana de las Ciencias Naturales Leopoldina.[5]

## Reconocimientos y premios
- 2004, Premio anual de la Academia Internacional de Ciencia Cuántica Molecular.[4]
- 2016, Premio de cátedra Isaiah Shavitt del Technion - Instituto Tecnológico de Israel en (Haifa).[4]
- 2016, Premio Bourke de la Royal Society of Chemistry.[16][17]
- 2018, Premio de Investigación de la Fundación Humboldt.[4]
- 2019, Premio en Química Teórica de la División de Química Física de la American Chemical Society.[4]
- 2020, Premio Peter Debye de la American Chemical Society.[18][19]
- 2021, Premio Faraday Lectureship de la Royal Society of Chemistry.[20]